# NK 로코모티바 자그레브
NK 로코모티바 자그레브(NK Lokomotiva Zagreb)는 크로아티아 자그레브를 연고로 하는 축구 클럽이다. 이 클럽은 1914년에 창단되었으며 현재는 프르바 HNL에 참가하고 있다.

## 팀 명칭 연혁
- ŽŠK 빅토리아 (ŽŠK Victoria, 1914–1919)
- ŠK 젤레즈니차르 (ŠK Željezničar, 1919–1941)
- HŽŠK (1941–1945)
- FD 로코모티바 (FD Lokomotiva, 1945–1946)
- FD 츠르베나 로코모티바 (FD Crvena Lokomotiva, 1946–1947)
- NK 로코모티바 (NK Lokomotiva, 1947–현재)

## 우승 경력
프르바 HNL:
- 준우승: 2012–13

 드루가 HNL:
- 3위: 2008–09

 유고슬라비아 1부 리그:
- 3위: 1952

 크로아티아 컵:
- 준우승: 2012–13

## 선수 명단

### 현역
참고: FIFA 자격 규정에 따라 소속된 국가대표팀 국기를 표시합니다. 선수는 복수의 FIFA 비회원국 국적을 가지고 있을 수 있습니다.
| 번호 | 포지션 | 국적     | 이름          |
| ---- | ------ | -------- | ------------- |
| 5    | DF     | 알바니아 | 존 머르시나이 |
| 15   | DF     | 코소보   | 아트 스마카이 |

| 번호 | 포지션 | 국적       | 이름            |
| ---- | ------ | ---------- | --------------- |
| 23   | MF     | 알바니아   | 페타 페타이     |
| 24   | FW     | 몬테네그로 | 발샤 토스코비치 |

## 역대 감독
| 감독        | 임기 |
| ----------- | ---- |
| 안테 차치치 | 2011 |
| 안테 차치치 | 2015 |